# Erdal İnönü
Erdal İnönü, né le 6 juin 1926 à Ankara et mort le 31 octobre 2007 à Houston, est un physicien et homme d'État turc. Il est Premier ministre par intérim en 1993.

## Biographie

### Jeunesse et formation
Fils d'İsmet İnönü, bras droit d'Atatürk et deuxième président de la République de 1938 à 1950, Erdal İnönü est diplômé du département de physique de la faculté des sciences de l'université d'Ankara en 1947 et obtient un doctorat au California Institute of Technology en 1951.

### Carrière professionnelle
Il travaille comme professeur assistant à l'université d'Ankara, avant d'être, de 1960 à 1966, le premier président du département de physique théorique de l'université technique du Moyen-Orient, où il est professeur de physique de 1964 à 1974. Il est également le doyen de la Faculté des arts et des sciences de 1969 à 1971, puis professeur à l'université du Bosphore à Istanbul de 1974 à 1983. 

### Carrière politique
En 1983, il participe à la fondation du Parti social-démocrate (en) (SODEP). En 1985, il crée le Parti social-démocrate populiste (en) (SHP), dont il est le président jusqu'en 1993. En 1995, le SHP fusionne avec le Parti républicain du peuple (CHP), la formation conservant le nom CHP ; Erdal İnönü en est le président d'honneur.
Vice-Premier ministre de 1991 à 1993, il est nommé Premier ministre par intérim par Süleyman Demirel après sa prise de fonction comme président de la République, le 16 mai 1993 jusqu'à la nomination de Tansu Çiller, le 25 juin suivant. Il exerce la fonction de ministre des Affaires étrangères du 27 mars au 5 octobre 1995.

### Fin de vie
Il est maître de conférences de 2004 à 2007, à l'université Sabancı et à l'Institut Feza Gürsey. Le 31 octobre 2007, il meurt à Houston d'une leucémie.